# 芒特卡梅爾 (佛羅里達州)
芒特卡梅爾（英語：Mount Carmel）是位於美國佛羅里達州聖羅薩縣的一個人口普查指定地區。

## 地理
芒特卡梅爾的座標為30°58′52″N 87°07′07″W / 30.98111°N 87.11861°W，而該地最高點為海拔高度78米（即256英尺）。

## 人口
根據2010年美國人口普查的數據，芒特卡梅爾的面積為13.73平方千米，當中陸地面積為13.69平方千米，而水域面積為0.04平方千米。當地共有人口227人，而人口密度為每平方千米16人。